# Pentazocina

Struttura della morfina.

La pentazocina è un farmaco di sintesi appartenente alla classe degli analgesici, con azione simile alla morfina.
È stato il primo analgesico misto agonista-antagonista ad essere commercializzato. È un agonista ai recettori oppioidi κ (kappa) e σ (sigma) ed ha un'azione antagonista debole sul recettore μ (mu).
Viene somministrato in fiale e in compresse per il controllo di dolori medi o forti. Appartiene al gruppo dei cosiddetti oppioidi minori, dal momento che il suo effetto analgesico è inferiore rispetto a quello della morfina. Come tutti i farmaci di questa classe può causare depressione del respiro, inibizione della tosse, stipsi, nausea e vomito; può inoltre produrre farmacodipendenza e effetti psicotici. Inoltre, differenza della maggior parte degli altri oppioidi, causa l'effetto tetto, quando si raggiunge una certa dose (che differisce da persona a persona) non si ottiene più un aumento del sollievo dal dolore o degli effetti collaterali, anche aumentando ulteriormente la dose.

## Farmacologia

### Indicazione
La pentazocina è impiegata per il trattamento del dolore moderato o grave e come medicazione preanestetica.

### Farmacodinamica
La pentazocina è un efficace farmaco analgesico che, se assunto per via orale, sembra avere un potere antidolorifico simile a quello della codeina. Il sollievo dal dolore significativo si manifesta tra 15 e 30 minuti dopo l'assunzione per via orale e la sua azione terapeutica permane solitamente per circa tre ore o più. L'effetto iniziale, la durata dell'effetto e l'intensità del sollievo dal dolore dipendono sia dalla quantità assunta che dalla gravità del dolore preesistente. Inoltre, la pentazocina presenta una leggera attività antagonista nei confronti degli effetti antidolorifici della morfina e della meperidina. In aggiunta, essa provoca un parziale ripristino della depressione cardiovascolare, respiratoria e comportamentale indotta da morfina e meperidina. L'attività antagonista della pentazocina è approssimativamente 50 volte inferiore a quella della nalorfina. Oltre al suo effetto analgesico, la pentazocina possiede anche proprietà sedative.

### Meccanismo d'azione
Gli studi indicano che la pentazocina antagonizza gli effetti degli oppiacei attraverso la competizione per gli stessi siti recettoriali, specialmente il recettore recettore μ (mu).

### Uso ricreativo
Negli anni '70 si diffuse l'utilizzo di una combinazione di pentazocina con tripelennamina, che produceva una sensazione euforica. Per prevenire un uso improprio alle preparazioni orali contenenti pentazocina è stato aggiunto un antagonista μ-oppioide, il naloxone. L'incidenza dell'uso ricreativo è diminuita precipitosamente da allora.

### Ricerca
Ci sono studi in corso sulla capacità della pentazocina di ridurre i sintomi della mania in soggetti con disturbo bipolare nella fase maniacale della condizione.

### Effetti avversi
Gli effetti collaterali sono simili a quelli della morfina, ma la pentazocina, a causa della sua azione sul recettore kappa degli oppioidi, ha maggiori probabilità di provocare effetti psicotomimetici con allucinazioni, incubi e deliri. A dose elevata può causare ipertensione o accelerazione del battito cardiaco. Se somministrato per via endovenosa dopo un infarto miocardico può aumentare il lavoro cardiaco. La depressione respiratoria è un effetto collaterale comune, ma è soggetta a un effetto massimo, tale che a una certa dose il grado di depressione respiratoria non aumenterà più all'aumentare della dose. Raramente provoca agranulocitosi, eritema multiforme e necrolisi epidermica tossica.
Si sono verificate gravi necrosi al sito di iniezione e sepsi a seguito di iniezioni multiple di pentazocina lattato. Studi sugli animali hanno dimostrato che la pentazocina è tollerata meno bene per via sottocutanea che intramuscolare.